# Jean-Pierre Polanen
Jean-Pierre Polanen (Paramaribo, 1965) is een Surinaams ruiter, bestuurder, universitair docent en auteur. Als jockey kwam hij viermaal uit voor Suriname tijdens de paardenraces Nemzeti Vágta in Hongarije. Als bestuurder was hij directeur voor fabrieken in verschillende landen voor het Zwitserse Nestlé. In  2019 was hij directeur van de vestiging van de Maleisische multinational Sime Darby in Zwijndrecht. Sinds 2020 werkt hij wederom in Hongarije als universitair docent aan de Universiteit van Miskolc. In 2020 publiceerde hij het boek « Transform Your World » een ‘educatieve en inspirerende gids voor individuen en (toekomstige) leiders in de 21e eeuw’.

## Biografie

### Jeugd en studie
Polanen groeide op in Paramaribo, waar hij ook werd geboren. Tijdens zijn jonge jaren behaalde hij goede schoolresultaten en had hij talent in talen en sporten. Zijn oom Henri Busropan wordt wel de vader van de Surinaamse springsport genoemd. Bij hem leerde hij van zijn 7e tot zijn 18e paardenspringen, -dressuur en -rennen. Toen hij zestien jaar oud was, ging hij mee met een studiereis voor talenten uit de OAS naar de Verenigde Staten. Zijn resultaten voor zijn Vwo-diploma waren de beste van Suriname. Daarna vervolgde hij studie aan de TU Delft in Nederland en slaagde daar in de studierichting chemische technologie. In 2001 behaalde hij zijn MBA aan de Heriott-Watt Universiteit (Schotland), in 2006 een CPM-diploma (Certified Purchasing Manager) en in 2010 een CPSM-diploma (Certified Professional in Supply Management), beide aan het ISM, USA.

### Loopbaan
Na zijn studie werkte hij nog vier jaar in Nederland en vervolgens een jaar in Japan bij JGC Corporation. In 1995 ging hij aan het werk voor het Zwitserse voedingsmiddelenconcern Nestlé. Hij werkte als expatriate in Zwitserland zelf, Hongarije, Peru en de Dominicaanse Republiek. In 2010 keerde hij terug naar Hongarije waar hij directeur werd van twee fabrieken met bij elkaar duizend werknemers. In 2016 werd hij directeur van de  Cereal Partners Worldwide (jointventure van Nestlé en General Mills) fabriek in Itancourt, Frankrijk. In 2019 was hij directeur in Zwijndrecht van het Maleisische Sime Darby Oils. Sinds 2020 is hij wederom woonachtig in Hongarije, waar hij Operations Management, Organisatieleer en Leiderschap doceert aan het internationaal MBA-programma van de Universiteit van Miskolc.

### Jockey
Tijdens zijn loopbaan bleef hij paardrijden in alle landen waar hij woonde. In 2017 deed hij voor het eerst mee aan de internationale paardenrace Nemzeti Vágta (Nationale Galop) in Boedapest, waarbij hij werd begeleid door teamcaptain en tevens zijn zus Antoinette Busropan. Hij bereikte de finale en ging naar huis met een bronzen medaille. In 2018 nam hij opnieuw deel, maar bereikte hij de finale niet. Vervolgens bereikte hij in 2019 opnieuw de finale en sloot hij de wedstrijden af met een zesde plaats. In oktober 2021 reed hij opnieuw in de Nationale Galop en behaalde opnieuw de finale.
In december 2019 vertegenwoordigde hij Suriname op het eerste World Horse Culture Forum in Hohhot, Binnen-Mongolië, in China.

### Privé
Jean-Piere Polanen is getrouwd met een Hongaarse, en is vader van drie kinderen. In 2018 is hij woonachtig in Frankrijk. Tegenover de organisatie van de Nemzeti Vágta zei hij in 2019 dat hij vanaf zijn pensionering in Hongarije wil wonen en hoopt dat hij daar dan als diplomaat Suriname mag vertegenwoordigen.